# ロジー・セクストン
ロジー・セクストン PhD（Rosi Sexton PhD、1977年7月16日 - ）は、イギリスの女性オステオパシー、スポーツ・セラピスト、政治家、元総合格闘家。フランス・イヴリーヌ県ヴェルサイユ出身。イングランド・マンチェスター在住。元CWFC女子バンタム級王者。
マンチェスター大学で理論計算機科学のDoctor of Philosophy（博士号）を取得している異色の格闘家だった。

## 来歴
フランスのヴェルサイユで生まれ、幼少の頃にイギリスへ移住した。
2010年にオックスフォード・ブルックス大学でオステオパシーの学位を取得して、現在はバーミンガムでオステオパシーを開業している。

### 音楽
音楽の才能があり学生時代にイギリスのレディングユースオーケストラに所属してチェロとピアノを担当、ロンドン音楽大学の準会員にもなる。1994年11月、17歳の時にはロイヤル・アルバート・ホールで演奏している。

### 数学
1995年、ケンブリッジ大学トリニティ・カレッジに入学、1998年に数学で首席を取る。それからマンチェスター大学へ編入して、2000年に数理論理学の修士号を取得し、理論計算機科学の博士号を取得した。

### 政治活動
2019年5月、イングランド・ウェールズ緑の党の議員に選出された。
2020年9月9日、イングランド・ウェールズ緑の党の党首選挙に出馬して2位に入るも、現職の党首に敗れた。

### 総合格闘技
格闘技歴は、子供の頃からテコンドーと柔術を習っており、2000年に総合格闘技とブラジリアン柔術を習い始める。
2002年5月11日、デビュー戦を腕ひしぎ十字固めで勝利。
2006年9月15日、ジーナ・カラーノと対戦しKO負け。
2006年12月16日、BodogFightでカリーナ・ダムと対戦し、腕ひしぎ十字固めで一本勝ち。
2007年2月17日、コスタリカで開催されたBodogFightでWINDY智美と対戦。WINDYが2R途中に右足首を骨折し、ドクターストップ勝ちとなった。
2008年8月15日、EliteXCの育成大会ShoXCで、デビ・パーセルに判定勝ち。
2009年6月19日、Bellator 12で、ヴァレリー・クールボーに腕ひしぎ十字固めで一本勝ちを収めた。
2010年6月24日、Bellator 23でゾイラ・フラウストと対戦し、左膝蹴りでダウンしたところにパウンドで追撃されTKO負け。
2011年2月26日、Cage Warriors 40でロクサン・モダフェリと対戦し、判定勝ち。
2012年6月2日、Cage Warriors 47でアシュリン・デイリーと対戦し、判定勝ち。

#### UFC
2013年6月15日、UFCデビュー戦をUFC 161で女子バンタム級ランキング6位のアレクシス・デイビスと対戦し判定負け。
2013年10月26日、UFC Fight Night: Machida vs. Munozでジェシカ・アンドラージと対戦し判定負け。UFCからリリースされた。
2014年6月7日、Cage Warriors 69でヨアナ・イェンジェイチックと対戦しKO負け。
2014年6月21日、総合格闘技からの引退を発表。
2018年、41歳でポール・リマーからブラジリアン柔術の黒帯を授与された。

## 戦績
| 総合格闘技 戦績 | 総合格闘技 戦績 | 総合格闘技 戦績 | 総合格闘技 戦績 | 総合格闘技 戦績 | 総合格闘技 戦績 | 総合格闘技 戦績 |
| --------------- | --------------- | --------------- | --------------- | --------------- | --------------- | --------------- |
| 18 試合         | (T)KO           | 一本            | 判定            | その他          | 引き分け        | 無効試合        |
| 13 勝           | 2               | 7               | 4               | 1               | 0               | 0               |
| 5 敗            | 3               | 2               | 0               | 0               | 0               | 0               |

| 勝敗 | 対戦相手                   | 試合結果                                    | 大会名                                                          | 開催年月日     |
| ×    | ヨアナ・イェンジェイチック | 2R 2:36 KO（パンチ）                        | Cage Warriors 69: Super Saturday                                | 2014年6月7日   |
| ×    | ジェシカ・アンドラージ     | 5分3R終了 判定0-3                           | UFC Fight Night: Machida vs. Munoz                              | 2013年10月26日 |
| ×    | アレクシス・デイビス       | 5分3R終了 判定0-3                           | UFC 161: Evans vs. Henderson                                    | 2013年6月15日  |
| ○    | アシュリン・デイリー       | 5分3R終了 判定3-0                           | Cage Warriors 47 【女子フライ級トーナメント 1回戦】             | 2012年6月2日   |
| ○    | ロクサン・モダフェリ       | 5分3R終了 判定3-0                           | Cage Warriors 40                                                | 2011年2月26日  |
| ○    | Sally Krumdiack            | 2R 4:07                                     | Cage Warriors 39                                                | 2010年11月27日 |
| ×    | ゾイラ・フラウスト         | 1R 2:00 TKO（左膝蹴り→パウンド）            | Bellator 23                                                     | 2010年6月24日  |
| ○    | ヴァレリー・クールボー     | 1R 3:40 腕ひしぎ十字固め                    | Bellator 12                                                     | 2009年6月19日  |
| ○    | デビ・パーセル             | 3分3R終了 判定2-1                           | ShoXC: Hamman vs. Suganuma 2                                    | 2008年8月15日  |
| ○    | ユーリア・ベレジコワ       | 2R 1:49 腕ひしぎ十字固め                    | BodogFight: Vancouver                                           | 2007年8月24日  |
| ○    | WINDY智美                  | 2R 1:05 TKO（ドクターストップ：右足首骨折） | BodogFight: Costa Rica Combat                                   | 2007年2月17日  |
| ○    | カリーナ・ダム             | 1R 4:15 腕ひしぎ十字固め                    | BodogFight: Clash of the Nations                                | 2006年12月16日 |
| ×    | ジーナ・カラーノ           | 2R 4:55 KO（パンチ）                        | World Pro Fighting Championships                                | 2006年9月15日  |
| ○    | Dina Van den Hooven        | 3R 5:00 TKO（タオル投入）                   | Cage Warriors: Strike Force 4 【CWFC女子132ポンド級王座決定戦】 | 2005年11月26日 |
| ○    | Kelli Salone               | 1R 3:45 腕ひしぎ十字固め                    | Pride and Glory 1                                               | 2004年2月1日   |
| ○    | Carla O'Sullivan           | チョークスリーパー                          | Cage Warriors 3                                                 | 2003年3月16日  |
| ○    | Serena Saunders            | 1R 0:40 腕ひしぎ十字固め                    | Cage Warriors 1: Armaggeddon                                    | 2002年7月27日  |
| ○    | Angela Boyce               | 腕ひしぎ十字固め                            | Grapple & Strike 5                                              | 2002年5月11日  |

## 獲得タイトル
- 初代CWFC女子132ポンド級王座（2005年）